# Jesper Jansson
Urban Jesper Jansson, född 8 januari 1971 i Växjö, är en svensk före detta fotbollsspelare (mittback) och sportsligt ansvarig i Östers IF sedan oktober 2024.

## Karriär
Jansson spelade under sin karriär i Östers IF, AIK, Djurgårdens IF, Stabæk IF, KRC Genk och Helsingborgs IF. År 2003 blev han utsedd till årets HIF:are.
Under 2008 blev han sportchef i Helsingborgs IF. Senare uppdrag inkluderar scoutingansvarig i FC Köpenhamn och sportchef i Hammarby IF.
Han var mellan 1 juni 2017 och 31 augusti 2023 sportchef i Hammarby IF Fotboll.
Efter sex år i Hammarby meddelade Jansson under våren att han ämnade att kliva ner från sin roll som sportchef.  
14 juni 2023 efter sitt avhopp som sportchef för Hammarby presenterades Jansson som ny sportchef för AC Omonia.
2 oktober 2024 presenterades Jesper Jansson som sportsligt ansvarig för Östers IF.

## Familj
Han är bror till Ulrik Jansson och far till Kevin Höög Jansson, även han fotbollsspelare.

## Klubbar
- Torekovs IK (2008-?)
- Stabæk IF (2005-2006)
- Helsingborgs IF (2000-2004)
- KRC Genk (1999-2000)
- Stabæk IF (1997-1999)
- Djurgårdens IF (1996)
- AIK (1994-1995)
- Östers IF (1988-1993)
- Braås GoIF
- Högaborgs bollklubb

### Webbsidor
- Jansson på sports-reference.com
- Lista på landskamper, svenskfotboll.se, läst 2013 01 29